# 基塔宁
基坦宁（Kittanning）是美国宾夕法尼亚州阿姆斯特朗县的一个自治市镇和县城。它位于匹兹堡东北71公里，沿着阿勒格尼河的东岸。 名称Kithanink是指特拉华语言中的“主要河流”，来自kit“大”+hane“山河”+ -ink（用于地名的后缀）。 “主河”是特拉华族词语中的阿勒格尼河和俄亥俄河，被认为是一条河。 这个自治市镇及其桥梁被用作近期几部电影的背景。

## 历史

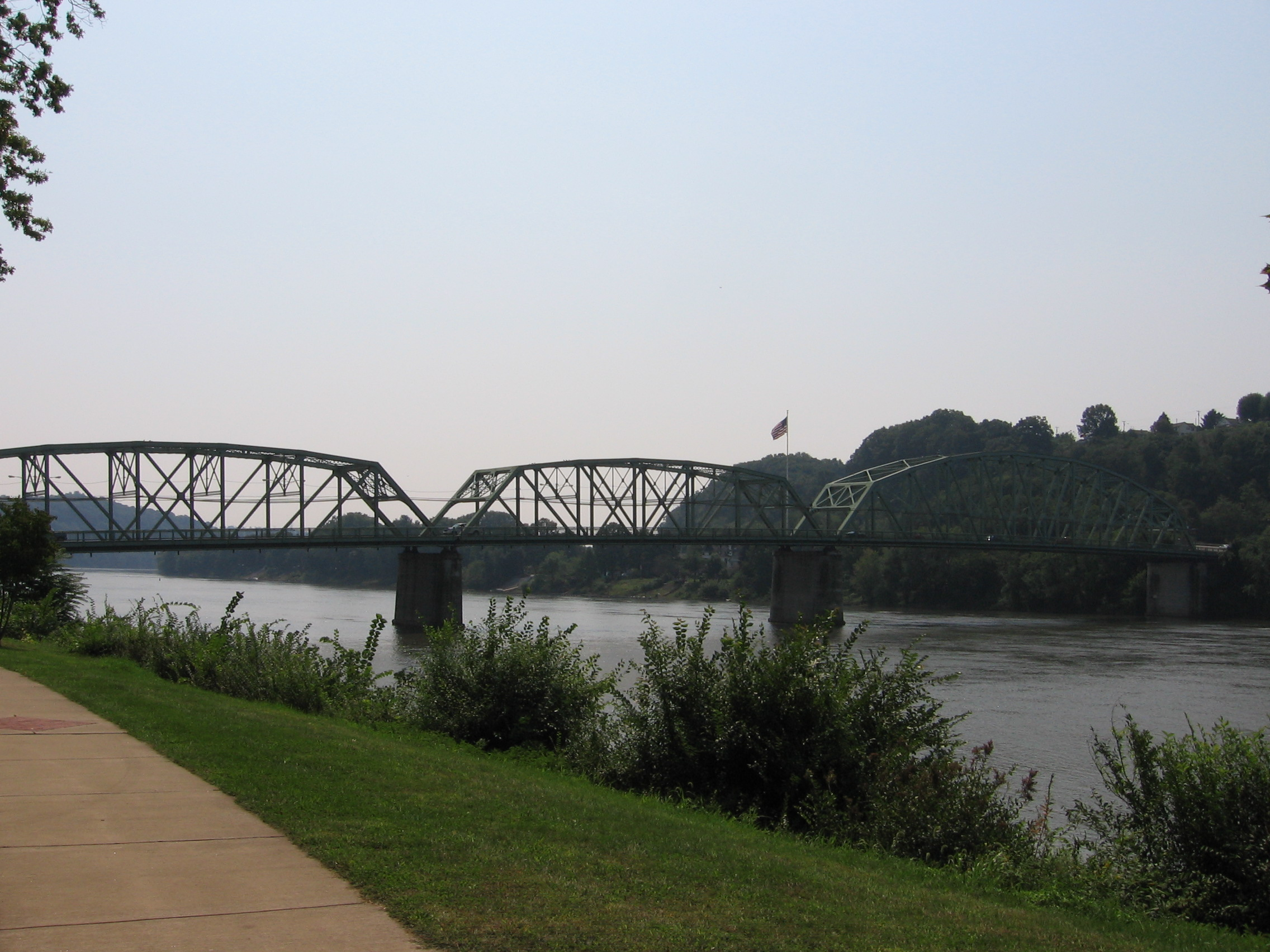
基坦宁市民大桥

该自治市镇位于阿勒格尼河东岸，成立于基坦宁路西端的十八世纪美洲原住民的基坦宁村。1756年，英法北美战争期间，这个村在基坦宁战役中被老约翰·阿姆斯特朗摧毁。